# Jannich Storch
Jannich Victor Bøgelund Storch (Helsinge, 12 de mayo de 1993) es un futbolista danés que juega como guardameta en el Randers FC de la Superliga de Dinamarca, primera categoría de dicho país.

## Selección nacional
Ha sido internacional con la selección de fútbol sub-16 de Dinamarca.

## Clubes
| Club               | País      | Año       |
| ------------------ | --------- | --------- |
| FC Nordsjælland    | Dinamarca | 2011-2014 |
| Akademisk Boldklub | Dinamarca | 2014-2017 |
| FC Roskilde        | Dinamarca | 2018      |
| Nykøbing FC        | Dinamarca | 2019-2023 |
| Lyngby BK          | Dinamarca | 2023-2025 |
| Randers FC         | Dinamarca | 2025-     |